# Senàrica
Senàrica is een dorp in Midden-Italië, deel van de gemeente Crognaleto in de provincie Teramo. Het is ook de naam van een kleine stadstaat, de Republiek Senàrica, die van 1343 tot aan het eind van de 18e eeuw onafhankelijk was.
In 1343 verleende Koningin Johanna I van Anjou Senàrica en het naburige Poggio Umbricchio, tot die datum lenen van het Hertogdom Aquaviva, onafhankelijkheid als beloning voor hun dappere strijd tegen de door Luchino Visconti, broer van de Milanese heerser Galeazzo II Visconti, aangevoerde troepen. De 300 inwoners  van de nieuwe stadstaat besloten een doge te kiezen en imiteerden hiermee het staatsbestel van de Republiek Venetië.
Terwijl andere stadstaten in Italië in de loop der eeuwen opgingen in grotere staten zoals Toscane en Napels bleef het kleine Senàrica eeuwenlang onafhankelijk. Pas de opmars van de revolutionaire Franse legers in 1795 maakte een einde aan de republiek Senàrica zoals zij ook een einde aan de republiek Venetië maakten.
Het wapen van Senàrica was een zwart schild beladen met een zilveren leeuw die een zilveren slang in zijn poot houdt. Een slang is, toevallig of niet, het wapendier van de Visconti. Ook op de gonfalone en het zegel komt deze leeuw voor. In de kathedraal van Senarica is het schild met een kroon, symbool van de soevereiniteit, gedekt. 
Senarica of Senàrica is ook een familienaam. Een bekend lid van dit geslacht is de acteur Piero Senarica. 